# Jean-Pierre Palasset
Jean-Pierre Palasset, né le 25 septembre 1960 à Pau (Pyrénées-Atlantiques), est un militaire français.
Général de corps d'armée, il est directeur général de la direction générale de la Sécurité extérieure (DGSE) par intérim du 21 mai au 26 juin 2017.

## Biographie
Issu des troupes alpines, le colonel Jean-Pierre Palasset a commandé le 27e bataillon de chasseurs alpins à Annecy entre 2003 et 2005.
Alors qu'il était général de brigade, Palasset a notamment dirigé la force française Licorne en Côte d'Ivoire en 2010-2011, qui a participé à la chute de l'ancien président ivoirien Laurent Gbagbo. Il a ensuite commandé les forces françaises en Afghanistan en 2011-2012.

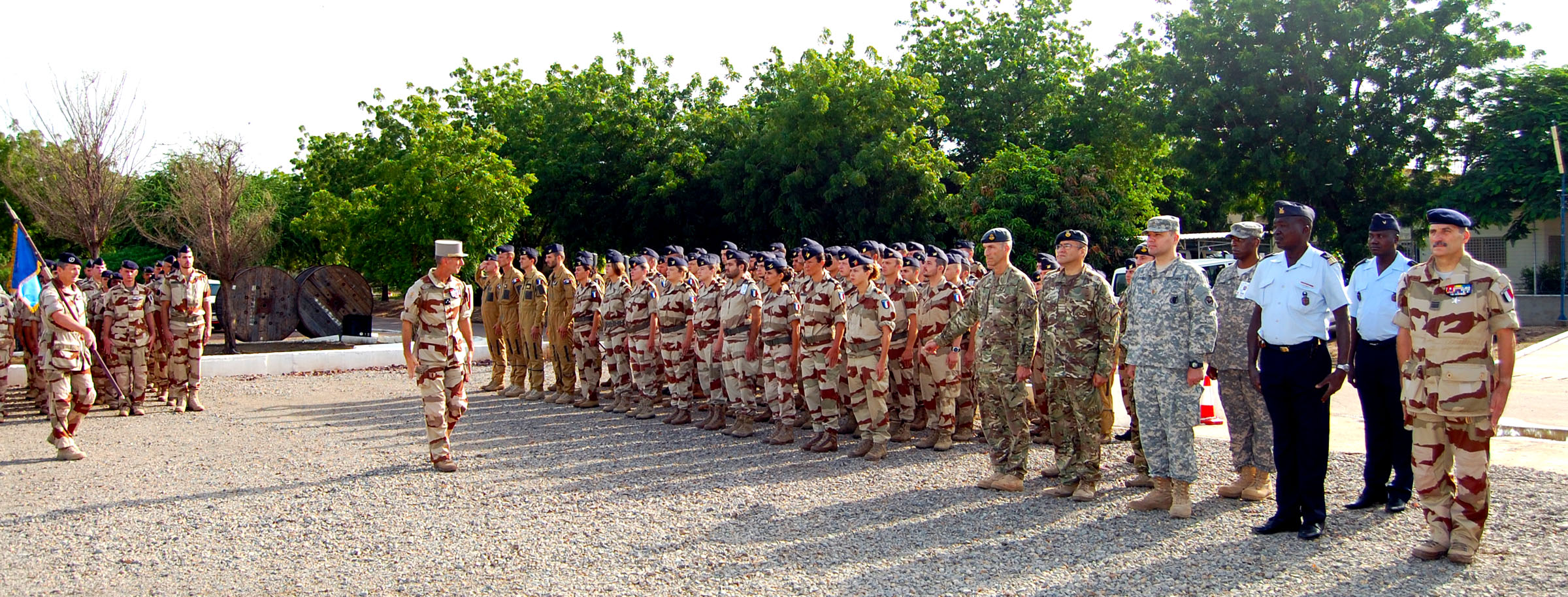
Le général Jean-Pierre Palasset passant en revue des troupes au Tchad, en 2014, lors de l'opération Barkhane.
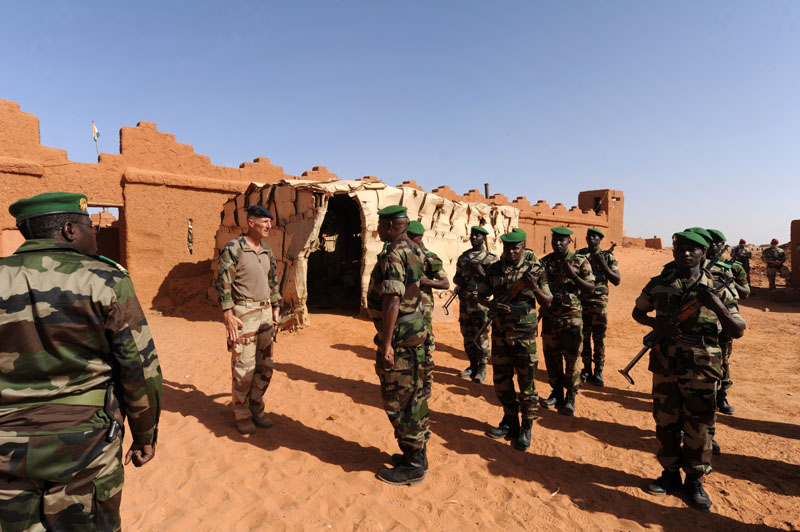
Jean-Pierre Palasset le 12 novembre 2014 au Fort de Madama.

Jean-Pierre Palasset est promu au grade de général de division le 1er mars 2013.
Son élévation aux rang et appellation de général de corps d'armée et sa fonction de directeur de cabinet du DGSE sont intervenus après qu'il a commandé pendant un an l'opération Barkhane, entre le 1er août 2014 et le 1er août 2015,. Il a ainsi participé au lancement de cette opération de lutte contre les groupes armés terroristes, en partenariat avec les pays du G5 Sahel, avant d'être relevé par le général de division Patrick Brethous.
Nommé directeur de cabinet de Bernard Bajolet à la DGSE à compter du 1er septembre 2015,, il assure l'intérim du directeur général de la DGSE du 21 mai 2017 à la prise de fonction de Bernard Émié, le 26 juin 2017,. C'est le premier militaire à diriger la DGSE depuis le général François Mermet de 1988 à 1989. Il est ensuite nommé directeur de cabinet de Bernard Émié, fonction qu'il quitte en 2019.
En 2021, il intervient dans le Master spécialisé Renseignement de l'Institut d'études politiques d'Aix-en-Provence.

## Décorations
|  |  |  |
|  |  |  |
|  |  |  |
|  |  |  |
|  |  |  |

### Intitulés
- Grand-officier de la Légion d'honneur[12]
- Officier de l’Ordre national du Mérite
- Croix de la Valeur militaire avec 6 citations
- Croix du combattant
- Médaille de l'Outre-mer
- Médaille d’argent de la défense nationale
- Médaille de la reconnaissance de la Nation
- Médaille commémorative française « ex-Yougoslavie » et « Afghanistan »
- Médaille de l'OTAN pour l'ex-Yougoslavie
- Médaille de l'OTAN pour le Kosovo
- Médaille de l'OTAN pour la Macédoine
- Médaille de l'OTAN Non-Article 5 pour les Balkans
- Médaille de l'OTAN Non-Article 5 pour la FIAS
- Bronze Star (USA)
- Commandeur de l'Ordre national (Côte d'Ivoire)